# スタッド・ジャン＝ブーアン (パリ)
スタッド・ジャン＝ブーアン（Stade Jean-Bouin）は、フランスのパリ16区に所在するラグビー・サッカー専用競技場。ラグビーのプロクラブチーム「スタッド・フランセ・パリ」、リーグ・アン所属のプロサッカークラブパリFCの本拠地。パルク・デ・プランスに隣接している。
2015-16年シーズンに開催されるワールドラグビーセブンズシリーズのフランス大会会場して使用された。2014年には女子ラグビーワールドカップの決勝会場として使用された。
競技場の名称は1912年ストックホルムオリンピックの銀メダリストジャン・ブワン（Jean Bouin）から取られている。
2025-26シーズンからリーグ・アンに昇格するパリFCの新たなホームスタジアムとなる。